# Oratorio di San Giovanni Battista (Riva Ligure)
L'oratorio di San Giovanni Battista è un luogo di culto cattolico situato nel comune di Riva Ligure, in via Nino Bixio, in provincia di Imperia.

## Storia e descrizione
La costruzione dell'edificio, situato nelle vicinanze della chiesa parrocchiale di San Maurizio, risale molto probabilmente al XVII secolo e una citazione del 1650 attesta una delle prime visite pastorali; un documento del 1652 rivelerebbe la fine dei lavori.
Nel 1718 l'edificio presenta i primi cedimenti della struttura, tanto da causare la caduta delle travi del tetto. L'interno, ad unica navata, presenta quattro altari laterali dedicati a sant'Anna, santo Stefano, sant'Antonio di Padova e al Crocifisso oltre ad un crocifisso ligneo del Quattrocento.
I dipinti murali raffigurano san Giovanni Battista nel deserto e il martirio del santo in carcere.